# Milan Associazione Calcio 2001-2002
Questa voce raccoglie le informazioni riguardanti il Milan Associazione Calcio nelle competizioni ufficiali della stagione 2001-2002.

## Stagione

Da sinistra: i neoacquisti Andrea Pirlo e Rui Costa e il nuovo tecnico Fatih Terim durante la presentazione ufficiale della squadra nell'estate 2001.

Dopo una sofferta qualificazione alla Coppa UEFA, la società rossonera scelse il turco Fatih Terim (in precedenza alla Fiorentina) come allenatore. Il mercato vide l'arrivo nel capoluogo lombardo del regista Pirlo, del fantasista Rui Costa e del centravanti Inzaghi. Alla rosa si aggiunsero poi Javi Moreno e Contra, protagonisti nella stagione precedente della finale di Coppa UEFA raggiunta dall'Alavés. Tra i partenti di rilievo si segnalarono Bierhoff, Boban e Leonardo.
Il campionato iniziò con un passo incerto, mentre nei primi due turni della competizione europea i rossoneri eliminarono il Bate Borisov e il CSKA Sofia con un totale di quattro vittorie. A novembre, dopo un ciclo di risultati altalenanti culminato nella sconfitta col Torino (a due settimane dall'affermazione nel derby), Terim fu esonerato per far posto ad Ancelotti. Il tecnico emiliano aveva già difeso da calciatore i colori del Diavolo.

L'ex giocatore rossonero Carlo Ancelotti, subentrato in panchina nel mese di novembre, riporterà il Milan in Champions League.

L'avvicendamento in panchina non incise significativamente sul cammino nazionale, con la squadra meneghina tagliata fuori dalla contesa di vertice già in autunno. Di maggior spessore fu invece l'esperienza nelle coppe, con i rossoneri che pervennero a disputare le semifinali sia in Coppa Italia che in ambito continentale: nelle due competizioni, i lombardi furono estromessi rispettivamente dalla Juventus e dal Borussia Dortmund. Per quanto riguarda la Coppa UEFA, i rossoneri entrarono per la seconda volta — a trent'anni di distanza dalla prima — nel novero delle semifinaliste.
Sul fronte del campionato, il Milan si ritrovò a contendere il quarto posto (valido per l'ingresso ai preliminari di Champions League) alla rivelazione Chievo: alla penultima giornata il successo contro l'altra scaligera permise di agguantare la posizione, poi difesa grazie alla vittoria sul Lecce.

## Divise e sponsor
Lo sponsor tecnico per la stagione 2001-2002 è Adidas, mentre lo sponsor ufficiale è Opel. La divisa è una maglia a strisce verticali della stessa dimensione, rosse e nere, con pantaloncini e calzettoni neri. La divisa di riserva è completamente bianca, mentre la terza divisa è a maglia rossa.
| Casa | Trasferta | Terza divisa | 1ª div. portiere | 2ª div. portiere | 3ª div. portiere |

## Organigramma societario
Area direttiva
- Presidente: Silvio Berlusconi
- Vice presidenti: Adriano Galliani (vicario), Paolo Berlusconi, Franco Baresi, Gianni Nardi
- Amministratore delegato: Adriano Galliani
- Direttore generale: Ariedo Braida

Area organizzativa
- Direttore organizzativo: Umberto Gandini
- Team manager: Silvano Ramaccioni

Area comunicazione
- Direttore comunicazione: Vittorio Mentana
- Capo ufficio stampa: Paolo Tarozzi

Area tecnica
- Allenatore: Fatih Terim (fino al 5 novembre 2001), Carlo Ancelotti (dal 5 novembre 2001)
- Allenatore in seconda: Antonio Di Gennaro (fino al 5 novembre 2001), Giorgio Ciaschini (dal 5 novembre 2001)
- Preparatori dei portieri: Andrea Pazzagli (fino al 5 novembre 2001), Villiam Vecchi (dal 5 novembre 2001)
- Preparatori atletici: Vincenzo Pincolini, Agostino Tibaudi, William Tillson, Daniele Tognaccini

Area sanitaria
- Coordinatore sanitario: Jean Pierre Meersseman
- Medico sociale: Rodolfo Tavana
- Massaggiatori: Giancarlo Bertassi, Roberto Boerci, Giorgio Puricelli, Tomislav Vrbnjak

## Rosa

Filippo Inzaghi, nuovo numero nove del Milan

| N. |                       | Ruolo | Calciatore                            |
| -- | --------------------- | ----- | ------------------------------------- |
| 1  | Italia (bandiera)     | P     | Sebastiano Rossi                      |
| 2  | Danimarca (bandiera)  | D     | Thomas Helveg                         |
| 3  | Italia (bandiera)     | D     | Paolo Maldini (capitano)              |
| 4  | Italia (bandiera)     | C     | Demetrio Albertini                    |
| 5  | Italia (bandiera)     | D     | Alessandro Costacurta (vice capitano) |
| 7  | Ucraina (bandiera)    | A     | Andrij Ševčenko                       |
| 8  | Italia (bandiera)     | C     | Gennaro Gattuso                       |
| 9  | Italia (bandiera)     | A     | Filippo Inzaghi                       |
| 10 | Portogallo (bandiera) | C     | Rui Costa                             |
| 11 | Nigeria (bandiera)    | A     | Mohammed Aliyu Datti                  |
| 12 | Italia (bandiera)     | P     | Valerio Fiori                         |
| 13 | Georgia (bandiera)    | D     | K'akhaber K'aladze                    |
| 14 | Spagna (bandiera)     | A     | José Mari                             |
| 15 | Italia (bandiera)     | C     | Massimo Donati                        |
| 16 | Argentina (bandiera)  | D     | José Chamot                           |
| 18 | Italia (bandiera)     | P     | Christian Abbiati                     |
| 19 | Spagna (bandiera)     | A     | Javi Moreno                           |

| N. |                        | Ruolo | Calciatore          |
| -- | ---------------------- | ----- | ------------------- |
| 20 | Senegal (bandiera)     | D     | Mohamed Sarr        |
| 21 | Italia (bandiera)      | C     | Andrea Pirlo        |
| 22 | Romania (bandiera)     | D     | Cosmin Contra       |
| 23 | Italia (bandiera)      | C     | Massimo Ambrosini   |
| 24 | Danimarca (bandiera)   | D     | Martin Laursen      |
| 25 | Brasile (bandiera)     | D     | Roque Júnior        |
| 26 | Bielorussia (bandiera) | A     | Vitali Kutuzov      |
| 27 | Brasile (bandiera)     | C     | Serginho            |
| 29 | Francia (bandiera)     | C     | Ibrahim Ba          |
| 30 | Argentina (bandiera)   | C     | Fernando Redondo    |
| 32 | Italia (bandiera)      | C     | Cristian Brocchi    |
| 34 | Turchia (bandiera)     | C     | Ümit Davala         |
| 55 | Italia (bandiera)      | C     | Marco Donadel       |
| 69 | Italia (bandiera)      | A     | Marco Simone        |
| 77 | Italia (bandiera)      | D     | Francesco Coco      |
| 83 | Gabon (bandiera)       | C     | Catilina Aubameyang |

## Calciomercato

### Sessione estiva
| Acquisti | Acquisti             | Acquisti     | Acquisti                   |
| R.       | Nome                 | da           | Modalità                   |
| -------- | -------------------- | ------------ | -------------------------- |
| P        | Gabriele Aldegani    | Monza        | fine prestito              |
| P        | Gabriele Aldegani    | Alavés       | fine prestito              |
| D        | Fabricio Coloccini   | San Lorenzo  | fine prestito              |
| D        | Cosmin Contra        | Alavés       | definitivo                 |
| D        | Martin Laursen       | Parma        | definitivo                 |
| D        | Mohamed Sarr         | Treviso      | definitivo                 |
| D        | Cristian Zenoni      | Atalanta     | definitivo                 |
| C        | Dražen Brnčić        | Vicenza      | fine prestito              |
| C        | Cristian Brocchi     | Inter        | definitivo                 |
| C        | Massimo Donati       | Atalanta     | definitivo                 |
| C        | Andrea Pirlo         | Inter        | definitivo (35 miliardi ₤) |
| C        | Rui Costa            | Fiorentina   | definitivo (85 miliardi ₤) |
| C        | Ümit Davala          | Galatasaray  | definitivo                 |
| A        | Mohammed Aliyu Datti | Monza        | fine prestito              |
| A        | Mattia Graffiedi     | Ternana      | fine prestito              |
| A        | Alessandro Iannuzzi  | Monza        | fine prestito              |
| A        | Filippo Inzaghi      | Juventus     | definitivo (70 miliardi ₤) |
| A        | Javi Moreno          | Alavés       | definitivo                 |
| A        | Vitali Kutuzov       | BATĖ Borisov | definitivo                 |
| A        | Luca Saudati         | Perugia      | riscatto comproprietà      |
| A        | Marco Simone         | Monaco       | prestito                   |

| Cessioni | Cessioni                | Cessioni            | Cessioni                   |
| R.       | Nome                    | a                   | Modalità                   |
| -------- | ----------------------- | ------------------- | -------------------------- |
| P        | Gabriele Aldegani       | Alavés              | prestito                   |
| P        | Gabriele Aldegani       | Cosenza             | prestito                   |
| P        | Dida                    | Corinthians         | prestito                   |
| D        | Francesco Coco          | Barcellona          | prestito                   |
| D        | Fabricio Coloccini      | Alavés              | prestito                   |
| D        | Daniele Daino           | Derby County        | definitivo                 |
| D        | Cyril Domoraud          | Monaco              | definitivo                 |
| D        | Mirco Sadotti           | Pescara             | risoluzione comproprietà   |
| D        | Luigi Sala              | Atalanta            | definitivo (7 miliardi ₤)  |
| D        | Max Tonetto             | Lecce               | risoluzione comproprietà   |
| D        | Cristian Zenoni         | Juventus            | definitivo (30 miliardi ₤) |
| C        | Ibrahim Ba              | Olympique Marsiglia | prestito                   |
| C        | Zvonimir Boban          | Celta Vigo          | prestito                   |
| C        | Dražen Brnčić           | Inter               | definitivo                 |
| C        | Pablo García            | Venezia             | prestito                   |
| C        | Federico Giunti         | Brescia             | definitivo                 |
| C        | Andrés Guglielminpietro | Inter               | definitivo                 |
| C        | Leonardo                | San Paolo           | definitivo                 |
| A        | Oliver Bierhoff         | Monaco              | definitivo                 |
| A        | Gianni Comandini        | Atalanta            | definitivo (30 miliardi ₤) |
| A        | Mattia Graffiedi        | Cesena              | definitivo                 |
| A        | Alessandro Iannuzzi     | Messina             | definitivo                 |
| A        | Luca Saudati            | Atalanta            | definitivo                 |

### Sessione invernale
| Acquisti | Acquisti   | Acquisti            | Acquisti      |
| R.       | Nome       | da                  | Modalità      |
| -------- | ---------- | ------------------- | ------------- |
| C        | Ibrahim Ba | Olympique Marsiglia | fine prestito |

| Cessioni | Cessioni | Cessioni | Cessioni |
| R.       | Nome     | a        | Modalità |
| -------- | -------- | -------- | -------- |

## Risultati

### Serie A

#### Girone di andata
| Arbitro: | Collina (Viareggio) |

|               |           |                                 |
| Tare 36’, 41’ | Marcatori | 50’ Brocchi 64’ (rig.) Ševčenko |

| Arbitro: | Saccani (Mantova) |

|                                                          |           |                 |
| Ševčenko 16’, 53’ Laursen 40’ Inzaghi 45+1’ Serginho 78’ | Marcatori | 18’, 58’ Chiesa |

| Arbitro: | Borriello (Mantova) |

|                  |           |                          |
| Muzzi 73’ (rig.) | Marcatori | 15’ Ševčenko 54’ Inzaghi |

| Arbitro: | Racalbuto (Gallarate) |

|                         |           |  |
| Inzaghi 42’ Laursen 50’ | Marcatori |  |

| Arbitro: | Borriello (Mantova) |

|                                    |           |             |
| Bazzani 57’ Tedesco 76’ Vryzas 80’ | Marcatori | 68’ Kaladze |

| Arbitro: | Trentalange (Torino) |

|          |           |              |
| Sala 32’ | Marcatori | 57’ Ševčenko |

| Arbitro: | Cesari (Genova) |

|              |           |             |
| Ševčenko 44’ | Marcatori | 61’ Maniero |

| Arbitro: | Collina (Viareggio) |

|                        |           |                                          |
| Ventola 13’ Kallon 90’ | Marcatori | 59’, 78’ Ševčenko 62’ Contra 66’ Inzaghi |

| Milano 28 ottobre 2001, ore 15:00 CET 9ª giornata | Milan              | 0 – 0 referto | Bologna | Stadio Giuseppe Meazza (56.421 spett.)\| Arbitro: \| De Santis (Tivoli) \| |
| Arbitro:                                          | De Santis (Tivoli) |               |         |                                                                            |

| Arbitro: | Tombolini (Ancona) |

|               |           |  |
| Lucarelli 26’ | Marcatori |  |

| Milano 18 novembre 2001, ore 15:00 CET 11ª giornata | Milan              | 0 – 0 referto | Piacenza | Stadio Giuseppe Meazza (50.927 spett.)\| Arbitro: \| De Santis (Tivoli) \| |
| Arbitro:                                            | De Santis (Tivoli) |               |          |                                                                            |

| Arbitro: | Borriello (Mantova) |

|  |           |             |
|  | Marcatori | 30’ Inzaghi |

| Arbitro: | Cesari (Genova) |

|                                      |           |                           |
| Inzaghi 15’ Ševčenko 57’ (rig.), 65’ | Marcatori | 26’ Marazzina 29’ Corradi |

| Arbitro: | Paparesta (Bari) |

|              |           |                      |
| Ševčenko 23’ | Marcatori | 47’ (rig.) Del Piero |

| Arbitro: | Collina (Viareggio) |

|           |           |  |
| Totti 44’ | Marcatori |  |

| Arbitro: | Racalbuto (Gallarate) |

|                            |           |                  |
| Ambrosini 57’ Contra 90+4’ | Marcatori | 70’ P. Cannavaro |

| Arbitro: | Rodomonti (Teramo) |

|  |           |               |
|  | Marcatori | 78’ José Mari |

#### Girone di ritorno
| Milano 13 gennaio 2002, ore 15:00 CET 18ª giornata | Milan               | 0 – 0 referto | Brescia | Stadio Giuseppe Meazza (52.233 spett.)\| Arbitro: \| Borriello (Mantova) \| |
| Arbitro:                                           | Borriello (Mantova) |               |         |                                                                             |

| Arbitro: | Paparesta (Bari) |

|             |           |               |
| Adriano 90’ | Marcatori | 51’ José Mari |

| Arbitro: | Trentalange (Torino) |

|                                 |           |                                      |
| Ševčenko 6’ (rig.) Serginho 14’ | Marcatori | 34’ Muzzi 53’ Scarlato 78’ Jørgensen |

| Arbitro: | Pellegrino (Barcellona Pozzo di Gotto) |

|               |           |                |
| Stanković 20’ | Marcatori | 90+2’ Ševčenko |

| Arbitro: | Racalbuto (Gallarate) |

|                     |           |             |
| Serginho 18’ (rig.) | Marcatori | 47’ Bazzani |

| Milano 16 febbraio 2002, ore 20:30 CET 23ª giornata | Milan              | 0 – 0 referto | Atalanta | Stadio Giuseppe Meazza (51.833 spett.)\| Arbitro: \| Tombolini (Ancona) \| |
| Arbitro:                                            | Tombolini (Ancona) |               |          |                                                                            |

| Arbitro: | Trentalange (Torino) |

|             |           |                                             |
| Maniero 16’ | Marcatori | 12’ Kaladze 67’, 81’ Javi Moreno 75’ Contra |

| Arbitro: | Collina (Viareggio) |

|  |           |           |
|  | Marcatori | 78’ Vieri |

| Arbitro: | Collina (Viareggio) |

|                   |           |  |
| Fresi 3’ Cruz 24’ | Marcatori |  |

| Arbitro: | Braschi (Prato) |

|                           |           |                     |
| Kaladze 50’ Ambrosini 79’ | Marcatori | 62’ (rig.) Ferrante |

| Arbitro: | Trentalange (Torino) |

|  |           |                     |
|  | Marcatori | 21’ (rig.) Serginho |

| Arbitro: | Farina (Novi Ligure) |

|                              |           |             |
| Inzaghi 53’, 90+3’ Pirlo 78’ | Marcatori | 14’ Di Vaio |

| Arbitro: | De Santis (Tivoli) |

|          |           |             |
| Moro 22’ | Marcatori | 13’ Inzaghi |

| Arbitro: | Borriello (Mantova) |

|                   |           |  |
| Chamot 78’ (aut.) | Marcatori |  |

| Milano 21 aprile 2002, ore 15:00 CEST 32ª giornata | Milan            | 0 – 0 referto | Roma | Stadio Giuseppe Meazza (73.524 spett.)\| Arbitro: \| Paparesta (Bari) \| |
| Arbitro:                                           | Paparesta (Bari) |               |      |                                                                          |

| Arbitro: | Farina (Novi Ligure) |

|          |           |                       |
| Mutu 28’ | Marcatori | 65’ Inzaghi 82’ Pirlo |

| Arbitro: | De Santis (Tivoli) |

|                                       |           |  |
| Kaladze 6’ Ambrosini 43’ Ševčenko 49’ | Marcatori |  |

### Coppa Italia
| Arbitro: | Preschern (Mestre) |

|                                      |           |  |
| Inzaghi 50’, 73’ Sogliano 82’ (aut.) | Marcatori |  |

| Perugia 28 novembre 2001, ore 18:00 CET Ottavi di finale - Ritorno | Perugia       | 0 – 0 referto | Milan | Stadio Renato Curi (1.858 spett.)\| Arbitro: \| Pieri (Lucca) \| |
| Arbitro:                                                           | Pieri (Lucca) |               |       |                                                                  |

| Arbitro: | Messina (Bergamo) |

|                              |           |           |
| Simone 22’ Javi Moreno 90+1’ | Marcatori | 45’ César |

| Arbitro: | Farina (Novi Ligure) |

|                           |           |                                   |
| S. Inzaghi 23’ Crespo 75’ | Marcatori | 5’ José Mari 53’, 56’ Javi Moreno |

| Arbitro: | Braschi (Prato) |

|                 |           |                              |
| Javi Moreno 39’ | Marcatori | 48’ Birindelli 86’ Del Piero |

| Arbitro: | Bertini (Arezzo) |

|               |           |               |
| Zambrotta 62’ | Marcatori | 27’ José Mari |

### Coppa UEFA
| Arbitro: | Dunn |

|  |           |                              |
|  | Marcatori | 64’ Ševčenko 88’ Javi Moreno |

| Arbitro: | Wack |

|                                                           |           |  |
| Rui Costa 21’ Javi Moreno 45’ Sarr 56’ Inzaghi 74’ (rig.) | Marcatori |  |

| Arbitro: | Larsen |

|                            |           |  |
| Rui Costa 20’ Ševčenko 51’ | Marcatori |  |

| Arbitro: | Gallagher |

|  |           |             |
|  | Marcatori | 62’ Inzaghi |

| Arbitro: | Fernández Marín |

|                          |           |  |
| Ševčenko 37’ Inzaghi 77’ | Marcatori |  |

| Arbitro: | Wójcik |

|             |           |                 |
| Niculae 49’ | Marcatori | 90’ Javi Moreno |

| Arbitro: | Barber |

|  |           |               |
|  | Marcatori | 29’ José Mari |

| Arbitro: | Stark |

|                                        |                      |                                                 |
|                                        | Marcatori            | 70’ Luijpers                                    |
| Brocchi José Mari Kaladze Pirlo Contra | Tiri di rigore 3 – 2 | Anastasiou Lawal Soetaers Luijpers van der Luer |

| Arbitro: | López |

|               |           |  |
| Cleșcenco 32’ | Marcatori |  |

| Arbitro: | Fandel |

|                                 |           |  |
| Rui Costa 5’ Gershon 45’ (aut.) | Marcatori |  |

| Arbitro: | Poll |

|                                          |           |  |
| Amoroso 7’ (rig.), 33’, 39’ Heinrich 63’ | Marcatori |  |

| Arbitro: | Veissière |

|                                              |           |              |
| Inzaghi 11’ Contra 19’ Serginho 90+2’ (rig.) | Marcatori | 90+4’ Ricken |

## Statistiche

### Statistiche di squadra
| Competizione | Punti | In casa | In casa | In casa | In casa | In casa | In casa | In trasferta | In trasferta | In trasferta | In trasferta | In trasferta | In trasferta | Totale | Totale | Totale | Totale | Totale | Totale | DR |
| Competizione | Punti | G       | V       | N       | P       | Gf      | Gs      | G            | V            | N            | P            | Gf           | Gs           | G      | V      | N      | P      | Gf     | Gs     | DR |
| ------------ | ----- | ------- | ------- | ------- | ------- | ------- | ------- | ------------ | ------------ | ------------ | ------------ | ------------ | ------------ | ------ | ------ | ------ | ------ | ------ | ------ | -- |
| Serie A      | 55    | 17      | 7       | 8       | 2       | 25      | 14      | 17           | 7            | 5            | 5            | 22           | 19           | 34     | 14     | 13     | 7      | 47     | 33     | 14 |
| Coppa Italia | -     | 3       | 2       | 0       | 1       | 6       | 3       | 3            | 1            | 2            | 0            | 4            | 3            | 6      | 3      | 2      | 1      | 10     | 6      | 4  |
| Coppa UEFA   | -     | 6       | 5       | 0       | 1       | 13      | 2       | 6            | 3            | 1            | 2            | 5            | 6            | 12     | 8      | 1      | 3      | 18     | 8      | 10 |
| Totale       | -     | 26      | 14      | 8       | 4       | 44      | 19      | 26           | 11           | 8            | 7            | 31           | 28           | 52     | 25     | 16     | 11     | 75     | 47     | 28 |

### Statistiche dei giocatori
Sono in corsivo i calciatori che hanno lasciato la società durante la stagione.
| Giocatore      | Serie A  | Serie A | Serie A     | Serie A    | Coppa Italia | Coppa Italia | Coppa Italia | Coppa Italia | Coppa UEFA | Coppa UEFA | Coppa UEFA  | Coppa UEFA | Totale   | Totale | Totale      | Totale     |
| Giocatore      | Presenze | Reti    | Ammonizioni | Espulsioni | Presenze     | Reti         | Ammonizioni  | Espulsioni   | Presenze   | Reti       | Ammonizioni | Espulsioni | Presenze | Reti   | Ammonizioni | Espulsioni |
| -------------- | -------- | ------- | ----------- | ---------- | ------------ | ------------ | ------------ | ------------ | ---------- | ---------- | ----------- | ---------- | -------- | ------ | ----------- | ---------- |
| C. Abbiati     | 34       | -33     | 0           | 0          | 1            | -0           | 0            | 0            | 11         | -8         | 1           | 0          | 46       | -41    | 1           | 0          |
| D. Albertini   | 24       | 0       | 4           | 0          | 4            | 0            | 1            | 0            | 8          | 0          | 0           | 0          | 36       | 0      | 5           | 0          |
| M. Aliyu Datti | 0        | 0       | 0           | 0          | 0            | 0            | 0            | 0            | 0          | 0          | 0           | 0          | 0        | 0      | 0           | 0          |
| M. Ambrosini   | 9        | 3       | 0           | 0          | 1            | 0            | 0            | 0            | 3          | 0          | 3           | 0          | 13       | 3      | 3           | 0          |
| C. Aubameyang  | 0        | 0       | 0           | 0          | 0            | 0            | 0            | 0            | 1          | 0          | 0           | 0          | 1        | 0      | 0           | 0          |
| I. Ba          | 2        | 0       | 0           | 0          | 0            | 0            | 0            | 0            | 0          | 0          | 0           | 0          | 2        | 0      | 0           | 0          |
| C. Brocchi     | 12       | 1       | 0           | 0          | 5            | 0            | 1            | 0            | 7          | 0          | 1           | 0          | 24       | 1      | 2           | 0          |
| J. Chamot      | 22       | 0       | 2           | 0          | 5            | 0            | 0            | 0            | 5          | 0          | 0           | 0          | 32       | 0      | 2           | 0          |
| F. Coco        | 1        | 0       | 0           | 0          | 0            | 0            | 0            | 0            | 0          | 0          | 0           | 0          | 1        | 0      | 0           | 0          |
| C. Contra      | 29       | 3       | 9           | 0          | 4            | 0            | 4            | 0            | 10         | 1          | 4           | 0          | 43       | 4      | 17          | 0          |
| A. Costacurta  | 21       | 0       | 6           | 1          | 3            | 0            | 0            | 0            | 7          | 0          | 0           | 0          | 31       | 0      | 6           | 1          |
| M. Donadel     | 0        | 0       | 0           | 0          | 1            | 0            | 0            | 0            | 1          | 0          | 0           | 0          | 2        | 0      | 0           | 0          |
| M. Donati      | 17       | 0       | 1           | 0          | 4            | 0            | 1            | 0            | 7          | 0          | 2           | 0          | 28       | 0      | 4           | 0          |
| V. Fiori       | 0        | -0      | 0           | 0          | 0            | -0           | 0            | 0            | 0          | -0         | 0           | 0          | 0        | -0     | 0           | 0          |
| G. Gattuso     | 32       | 0       | 7           | 1          | 5            | 0            | 1            | 0            | 10         | 0          | 5           | 0          | 47       | 0      | 13          | 1          |
| T. Helveg      | 14       | 0       | 4           | 0          | 4            | 0            | 0            | 0            | 5          | 0          | 0           | 0          | 23       | 0      | 4           | 0          |
| F. Inzaghi     | 20       | 10      | 3           | 0          | 1            | 2            | 1            | 0            | 7          | 4          | 1           | 0          | 28       | 16     | 5           | 0          |
| Javi Moreno    | 16       | 2       | 2           | 0          | 4            | 4            | 1            | 0            | 7          | 3          | 0           | 0          | 27       | 9      | 3           | 0          |
| José Mari      | 16       | 2       | 3           | 0          | 3            | 2            | 1            | 0            | 5          | 1          | 0           | 0          | 24       | 5      | 4           | 0          |
| K. Kaladze     | 30       | 4       | 3           | 0          | 5            | 0            | 1            | 0            | 11         | 0          | 1           | 0          | 46       | 4      | 5           | 0          |
| V. Kutuzov     | 2        | 0       | 0           | 0          | 2            | 0            | 0            | 0            | 0          | 0          | 0           | 0          | 4        | 0      | 0           | 0          |
| M. Laursen     | 22       | 2       | 3           | 0          | 6            | 0            | 0            | 0            | 9          | 0          | 2           | 0          | 37       | 2      | 5           | 0          |
| P. Maldini     | 15       | 0       | 1           | 0          | 0            | 0            | 0            | 0            | 4          | 0          | 1           | 0          | 19       | 0      | 2           | 0          |
| A. Pirlo       | 18       | 2       | 2           | 0          | 2            | 0            | 0            | 0            | 9          | 0          | 0           | 0          | 29       | 2      | 2           | 0          |
| F. Redondo     | 0        | 0       | 0           | 0          | 0            | 0            | 0            | 0            | 0          | 0          | 0           | 0          | 0        | 0      | 0           | 0          |
| Roque Júnior   | 18       | 0       | 3           | 0          | 5            | 0            | 1            | 0            | 9          | 0          | 3           | 0          | 32       | 0      | 7           | 0          |
| S. Rossi       | 0        | -0      | 0           | 0          | 5            | -6           | 0            | 0            | 1          | -0         | 0           | 0          | 6        | -6     | 0           | 0          |
| Rui Costa      | 22       | 0       | 1           | 0          | 1            | 0            | 0            | 0            | 10         | 3          | 2           | 0          | 33       | 3      | 3           | 0          |
| M. Sarr        | 1        | 0       | 0           | 0          | 0            | 0            | 0            | 0            | 2          | 1          | 0           | 0          | 3        | 1      | 0           | 0          |
| Serginho       | 27       | 4       | 3           | 0          | 4            | 0            | 0            | 0            | 8          | 1          | 3           | 0          | 39       | 5      | 6           | 0          |
| A. Ševčenko    | 29       | 14      | 1           | 0          | 3            | 0            | 0            | 0            | 6          | 3          | 0           | 0          | 38       | 17     | 1           | 0          |
| M. Simone      | 9        | 0       | 1           | 0          | 3            | 1            | 0            | 0            | 3          | 0          | 0           | 0          | 15       | 1      | 1           | 0          |
| Ümit Davala    | 10       | 0       | 1           | 1          | 3            | 0            | 0            | 0            | 0          | 0          | 0           | 0          | 13       | 0      | 1           | 1          |